# Sosippus texanus
Sosippus texanus là một loài nhện trong họ Lycosidae.
Loài này thuộc chi Sosippus. Sosippus texanus được George Stewardson Brady miêu tả năm 1962.